# 茅誠司
茅 誠司（かや せいじ、1898年（明治31年）12月21日 - 1988年（昭和63年）11月9日）は、日本の物理学者。第17代東京大学総長（1957年 - 1963年）。

## 人物・来歴
神奈川県生まれ。旧制厚木中学校（現神奈川県立厚木高等学校）、東京高等工業学校（現東京工業大学）電気科を経て、東北帝国大学理学部卒業。伊登子夫人は天文学者・木村栄の長女。長男は工学者の茅陽一、次男は化学者の茅幸二（理化学研究所所長）。戦後間もない頃から吉田茂首相の私的なブレーンとしての「昼めし会」のメンバーであり、傾斜生産方式の構想の場に居たことが政治学者五百旗頭真（戦後政治を専門とする）によって記述されるなど社会的活動も多大である。
専門は、強磁性結晶体の研究。しかし、茅が師事していた本多光太郎は、茅の考え方に否定的だった。
日本学術会議会長として日本の南極観測参加に尽力する。　また、日本の原子力研究の創始に当たっては、それを平和利用研究に限る証として「自主、民主、公開」の三原則を伏見康治とともに提唱し、「茅・伏見の原子力三原則」と呼ばれた。
東京大学総長退任時の卒業式告辞で述べた小さな親切運動は社会現象となり、社団法人の設立につながった。茅は同法人の初代代表として23年間在職した。同法人は社会全体に社会道徳や親切を広める活動団体の一つとして続いている。

## 年譜
- 1920年（大正9年）- 3月 東京高等工業学校（現東京工業大学）電気科卒業、同期に土光敏夫等[1]
- 1923年（大正12年）- 3月 東北帝国大学理学部物理学科卒業、のち本多光太郎に師事
- 1926年（大正15年）- 4月 同大学助教授
- 1929年（昭和4年）- 1月 東北帝国大学より理学博士、論文は「強磁性結晶体の磁化」
- 1931年（昭和6年）- 5月 北海道帝国大学教授
- 1943年（昭和18年）- 12月 東京帝国大学教授
- 1954年（昭和29年）- 1月 日本学術会議会長、この年社団法人日本アイソトープ協会会長
- 1955年（昭和30年）- 世界平和アピール七人委員会の結成に参加
- 1956年（昭和31年）- 産業計画会議委員
- 1957年（昭和32年）- 12月 東京大学総長
- 1961年（昭和36年）- 日本学士院会員
- 1963年（昭和38年）- 3月 東大総長退任をひかえた最後の卒業式告辞で「小さな親切」の重要性について言及、6月 社団法人小さな親切運動の本部設立に伴い初代代表に
- 1964年（昭和39年）- 4月 東京大学名誉教授、11月 文化勲章受章
- 1966年（昭和41年）- 1967年東京都知事選挙への立候補を大久保留次郎らに推薦されるが、健康を理由に辞退[2]。
- 1969年（昭和44年）- 4月 春の叙勲で勲一等瑞宝章受章
- 1975年（昭和50年）- 4月 春の叙勲で勲一等旭日大綬章受章
- 1980年（昭和55年）- 放送文化基金理事長。
- 1982年（昭和57年）- 東京工業大学学百年記念事業資金募金名誉顧問[1]
- 1983年（昭和58年）- 10月 復旦大学より名誉博士号授与（中国の学術機関から日本人に対して初）
- 1986年（昭和61年）- 小さな親切運動本部代表を退任
- 1988年（昭和63年）- 11月9日 死去、満89歳。贈従二位（没時叙位）、賜銀杯一組（没時賜杯）

## 著書
- 『強磁性結晶体論』　岩波書店、1936年、科学文献抄
- 『金属の物理』　河出書房、1948年、物理学集書
- 『強磁性』　岩波全書、1952年
- 『科学技術の進歩と原子力の利用』　民主教育協会、1958年、IDE教育選書
- 『青少年とともに 茅誠司講演集』　青少年育成国民会議、1968年
- 『雪椿』　雷鳥社、1969年
- 『続雪椿』　雷鳥社、1969年
- 『現代社会を考える』　日本法令様式販売所、1972年

## 編共著
- 『現代学問のすすめ』　編、大蔵出版、1954年
- 『今日の知慧 学界余滴より』　編、大蔵出版、1955年
- 『小さな親切』　編、光風社、1964年
- 『世界にほこる日本人 新しい世界の伝記』　編、学習研究社、1965年
- 『科学と現代』　編、日本放送出版協会、1967年、NHK現代科学講座
- 『未来へおくる科学統計資料』　赤堀四郎 共編、毎日新聞社、1970年
- 『未来へおくる科学レポート』　赤堀四郎 共編、毎日新聞社、1970年
- 『わたくしの幼児開発論 能力はこのように伸びる』　井深大・鈴木鎮一 共著、講談社、1970年
- 『現状打破の発想』　井深大 共編、ダイヤモンド社、1979年

## 翻訳
- C. カー『大学の効用』　監訳、東京大学出版会、1966年

## 関連人物
- 蘇歩青 - 仙台で同じ家に止宿した高工・大学の後輩[3]